# Chircești, Vaslui
Chircești este un sat în comuna Miclești din județul Vaslui, Moldova, România.
Sat component al comunei Miclești, așezat în partea de nord a teritoriului administrativ, în bazinul superior al părâului Rac, afluent pe stânga al Vasluiețului. Prin apropierea satului trece DN 24 Iași-Vaslui și tot în apropiere se află Movila lui Burcel (loc istoric și legendar legat de voievodul Ștefan cel Mare; mănăstire și rezervatie naturală floristică). Satul s-a format prin unirea a trei vechi sate: Chircești-Ruși (populat cu locuitori veniți din Bucovina după anexarea acestei provincii de către Imperiul Habsburgic), Chircești-Moldoveni și Văleni.

## Personalități
- Ion Enache (1950 - 2006), scriitor